# Карлові Вари

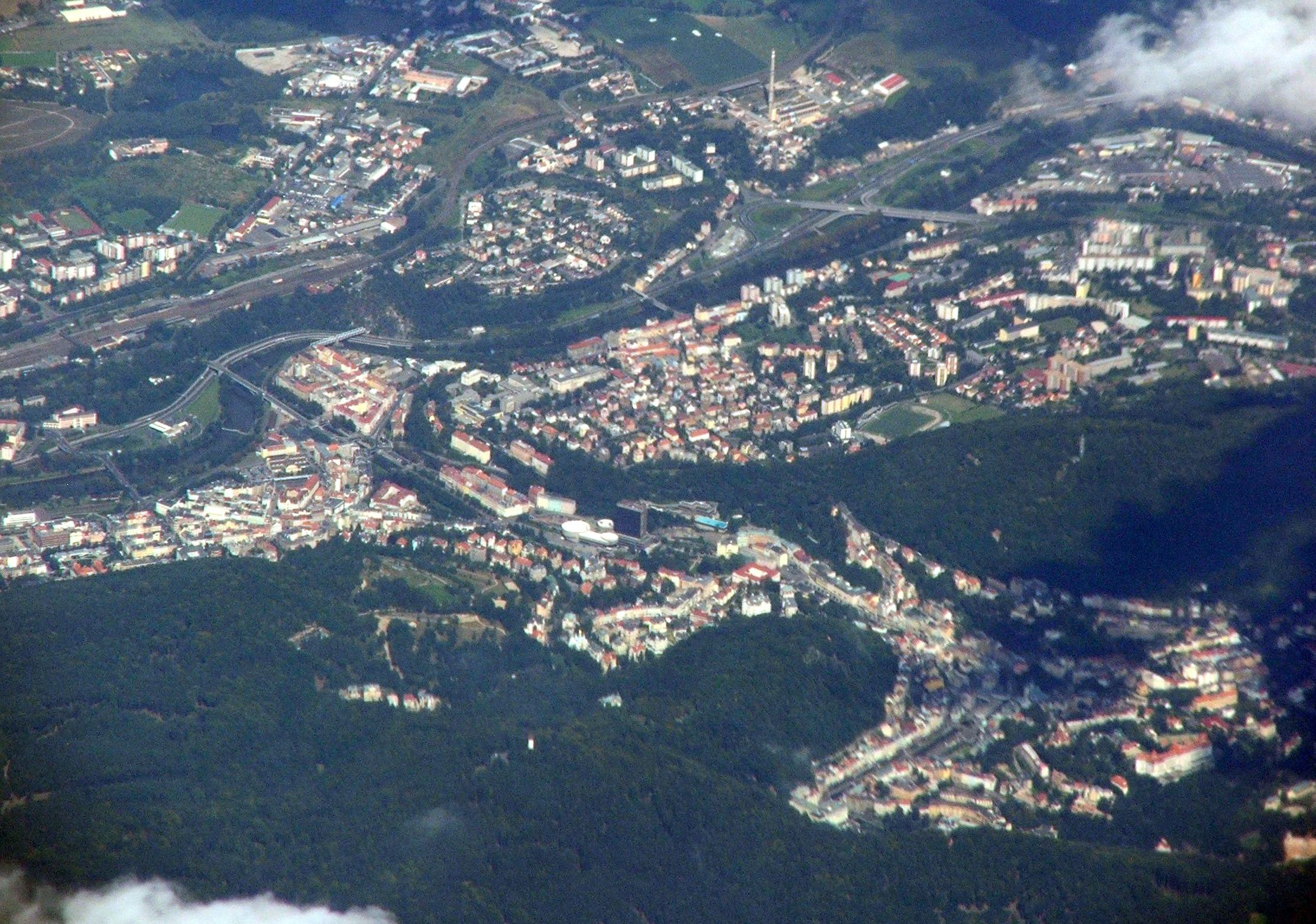
Карлові Вари з висоти пташиного польоту

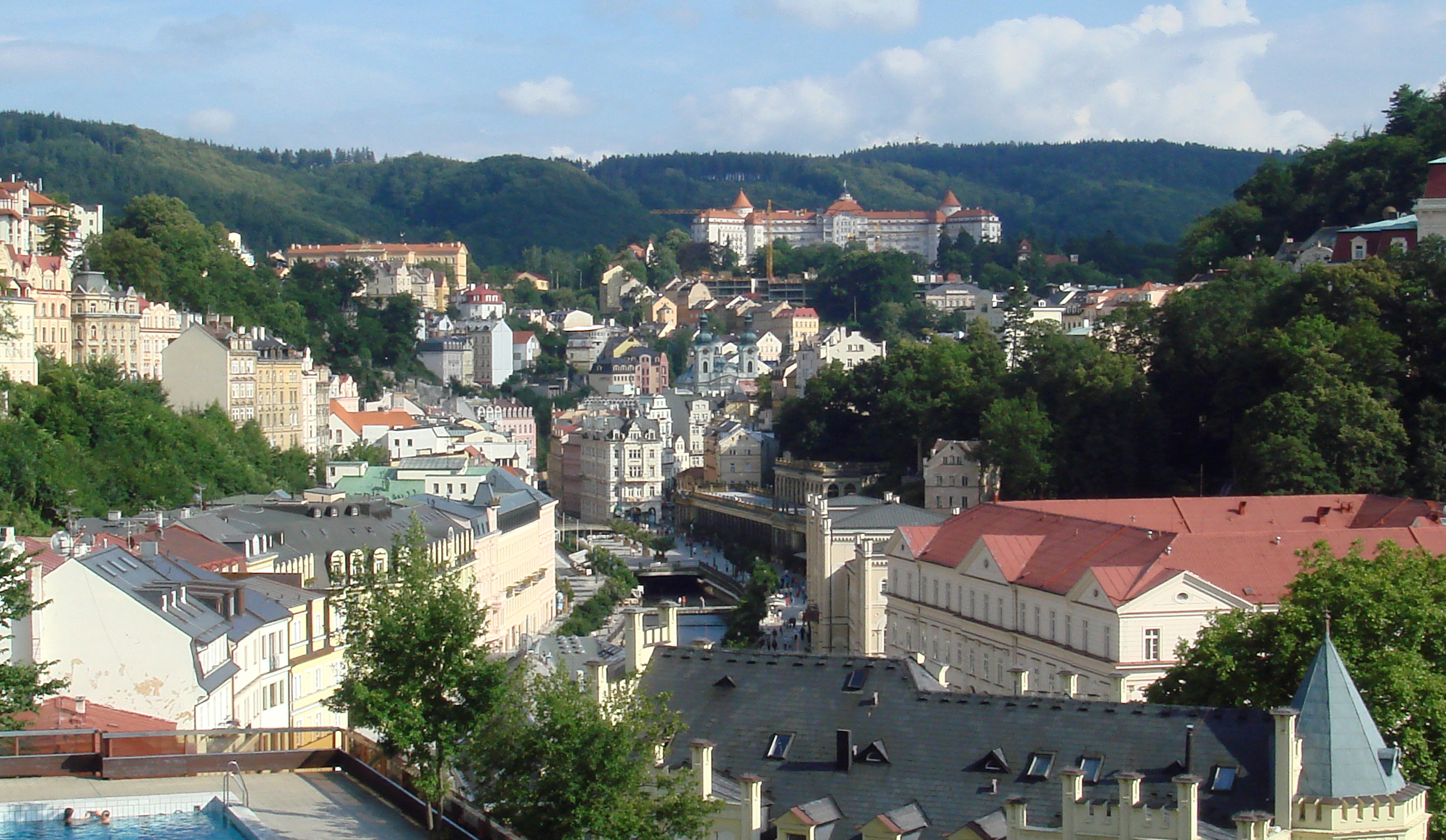
Вид на центр міста

Ка́рлові Ва́ри (чеськ. Karlovy Vary, нім. Karlsbad) — курортне місто в Чехії, розташоване на заході історичної області Богемія між Крушними горами та Карловарською верховиною при впадінні р. Тепла до річки Огрже, адміністративний центр Карловарського краю. Карлові Вари відомі як бальнеологічний курорт, де лікують порушення обміну речовин, ожиріння, холецистит, остеоартроз, цукровий діабет, гастрит і виразкові хвороби.

## Назва
Карлові Вари, по-перше, історично Карлсбад, отримали свою назву на честь імператора Карла IV, який заснував на території міста замок у 1358 році.

## Історія
Доктор Фабіан Зоммер, у своїй книзі про використання карловарських вод, видану в 1571, так переказує цю легенду:

| «Розповідають, що одного разу Карл IV поїхав на полювання в лісисті місця з горами і долинами, у яких нині б'ють гарячі джерела. У місцевих лісах було багато дичини . Під час полювання один з собак погнався за дичиною і потрапив до виру, з якого бив сильний струмінь гарячої води. Пес завив від болю. Мисливці, які почули жалібне виття, поспішили до нього на допомогу, вважаючи, що його поранив переслідуваний звір. Видовище, постало їх очам, було незвичайне. Мисливці підійшли ближче, витягли собаку з виру, а потім і самі спробували гарячу воду, що обпекла їх вірного друга. Про подію розповіли імператорові Карлові IV, який через деякий час відправився з численною дружиною до цього місця, щоб особисто подивитися на диво природи. У присутності своїх лікарів мудрий правитель зауважив, що ця гаряча вода може вилікувати від багатьох важких хвороб, і «є дуже корисна і додає сили». Після цього він скористався водою, (кажуть, що у нього боліла нога) і відчув полегшення. Зрадів цьому правитель і тут же наказав, щоб все місце було заселене, а навколо джерела побудовані будинки. Місце, на якому імператор використовував воду, було за свідченням там, де ще недавно стояли громадські курортні будівлі, а нині там побудована ратуша . Недалеко від неї вибивається джерело, прохолодна вода якого струмує не надто швидко. Кажуть, що в давні часи там був витесаний із скелі трон , на якому сидів правитель, і тому його називали троном імператора Карла. Цей трон не зберігся, а на цьому місці була побудована ратуша. Після того, як вода його вилікувала, імператор Карл наказав на цьому місці побудувати нове місто. Він хотів також зміцнити міські стіни, але плани його були порушені іншими важливими подіями. Про те, що все сталося саме так, свідчать численні залишки оборонної стіни, які можна побачити під Оленячим каменем. На Оленячому камені дотепер можна знайти провалля підвального склепіння. Літні люди розповідають, що імператор Карл планував побудувати на цій горі фортецю для захисту Карлових Вар. І назва містечка нагадує про свого відкривача - називається він курорт імператора Карла, Карлові Вари.»[джерело?] |
Перша згадка про поселення Вари (чеськ. Wary) датується 1250 р., з 1370 поселення одержало статус вільного королівського міста. До 1945 р. Карлові Вари входили до історичної Судетської області та більшість населення розмовляло німецькою мовою. Саме в місцевому театрі вождь судетських німців Конрад Ганлайн проголосив у співпраці з нацистами з Німеччини, що Чехословацька республіка порушує права німецького населення і тим тиснув на центральну владу, допомагаючи розбити державу.

## Відомі люди
- Вільгельм Зеєгорш — австро-угорський та український військовий діяч, отаман.

## Туризм
Карлові Вари — популярне місце туризму, особливо для міжнародних знаменитостей, які приїжджають сюди на відпочинок та лікування мінеральними джерелами та чистим повітрям. Щорічно місто відвідує приблизно 2 мільйони туристів із 77 країн світу, переважно на короткий час, 50 000 гостей приїжджають лікуватися. В місті, передусім у курортній зоні, знаходиться багато пансіонів, санаторіїв, готелів, з них кілька чотиризіркових та п'ятизіркових. Найвідомішим з них є «Грандготель Пупп» (чеськ. Grandhotel Pupp). Місто також відоме своїм міжнародним кінофестивалем і популярним чеським лікером «карловарська бехерівка».

### Курорт

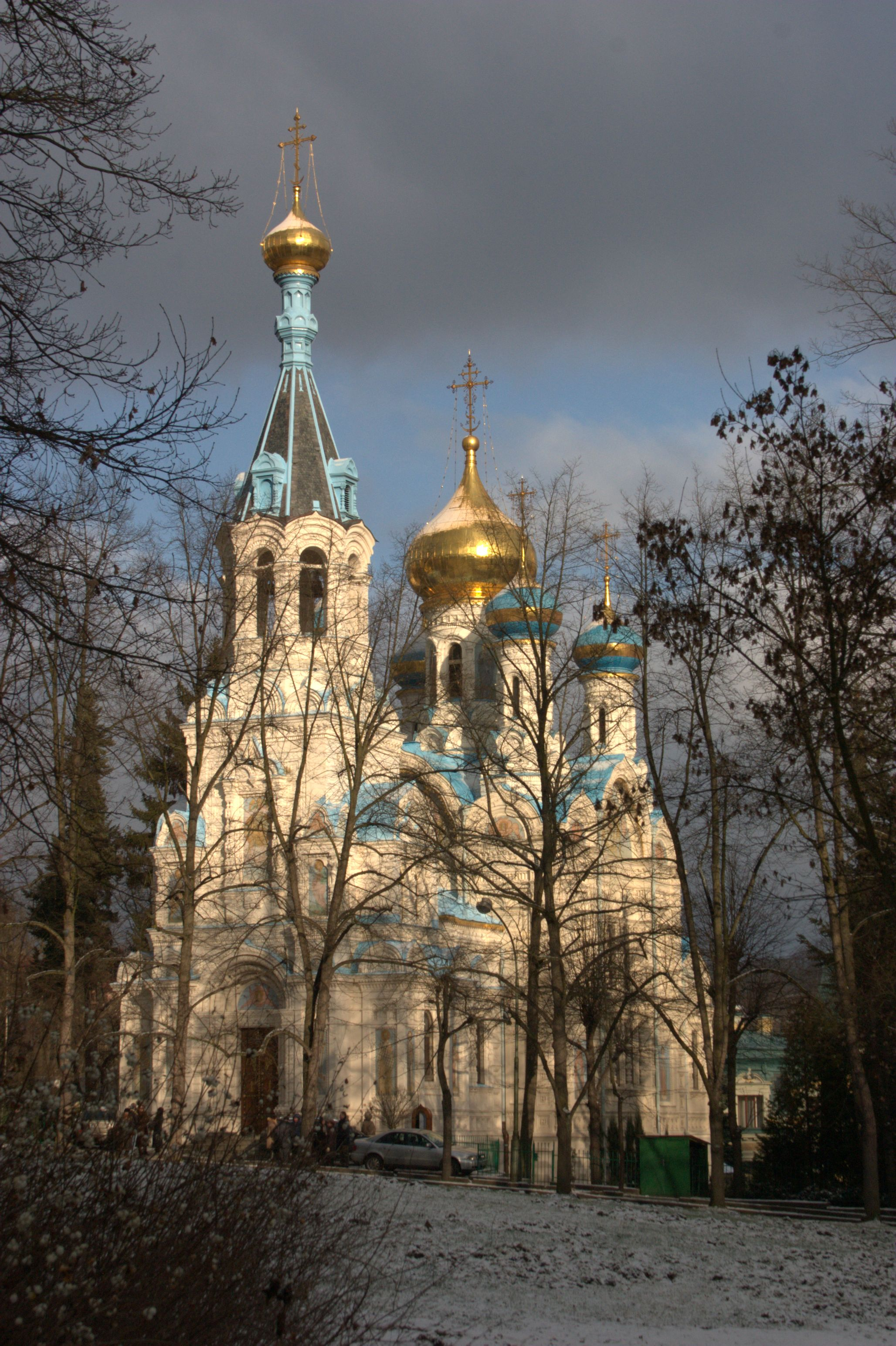
Петропавлівська церква

У Карлових Варах у більш ніж 80 місцях на поверхню виходить мінеральна вода гарячих джерел. Джерела схожі за хімічним складом, але мають різний вміст вуглекислого газу і температуру — від 39 до 73 градусів Цельсія. З них 19 державними законами визнані «природними цілющими джерелами».
Найвідоміші джерела:
- «Вржідло» (чеськ. Vřídlo)
- «Карла IV» (чеськ. Karla IV.)
- «Верхній замковий» (чеськ. Zámecký horní)
- «Нижній замковий» (чеськ. Zámecký dolní)
- «Ринковий» (чеськ. Tržní)
- «Млинарський» (чеськ. Mlýnský)
- «Русалчин» (чеськ. Rusalčin)
- «князя Вацлава» (чеськ. Knížete Václava)
- «Лібуші» (чеськ. Libuše)
- «Скельний» (чеськ. Skalní)
- «Свободи» (чеськ. Svobody)
- «Садовий» (чеськ. Sadový)
- «Штєпанка» (чеськ. Štěpánka)
- «Зміїний» (чеськ. Hadí)

### Культурні пам'ятки

#### Храми
- руїни костелу св. Лингарта з 13. ст.
- греко-католицька церква св. Андрія з 1500 р. колишній римо-католицький костел
- Костел св. Марії Магдалини з 1737 р.
- протестантський костел св. Петра і Павла з 1856 р.
- англіканський костел св. Луки з 1877 р.
- православна церква св. Петра і Павла з 1898 р.

#### Музеї
- Краєзнавчий музей Карлові Вари
- Музей Яна Бехера (чеськ. Ján Becher muzeum) — музей лікерного заводу з 1967 р.
- Музей «Мозер» — музей склоробного заводу всесвітньовідомої торговельної марки «Мозер»
- «Галерея мистецтва» (чеськ. Galerie umění)
- Музей «Золотий ключ»
- Музей дорогоцінного каміння та ювелірних виробів (чеськ. Muzeum drahokamů a šperků)

#### Театри
- Міський театр
- Театр «Кишеня» (чеськ. Divadlo Kapsa) Карловарський музичний театр
- Театр «Гусовка»
- Театр «Дагмар» (чеськ. Divadlo Dagmar)

## Галерея

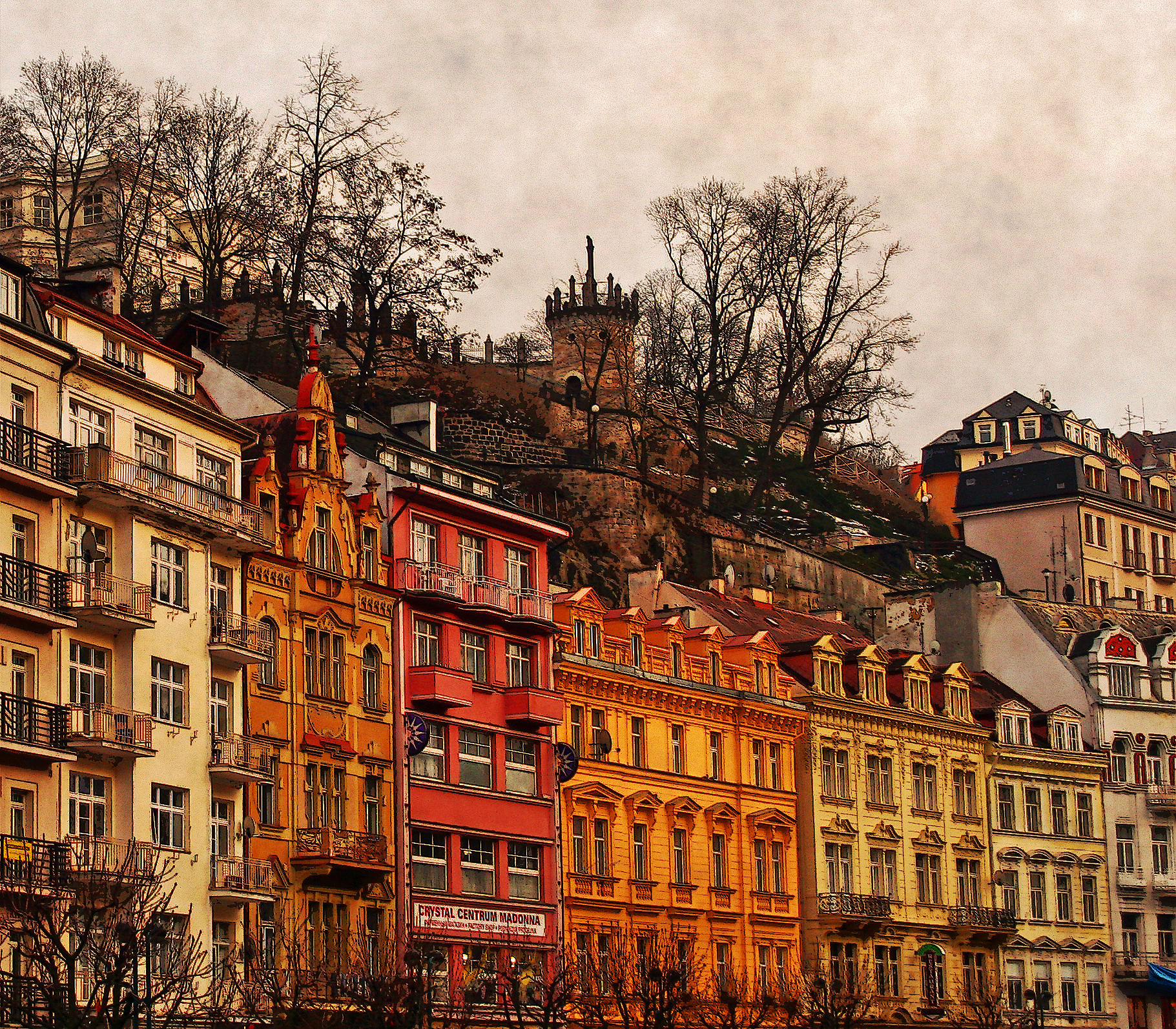
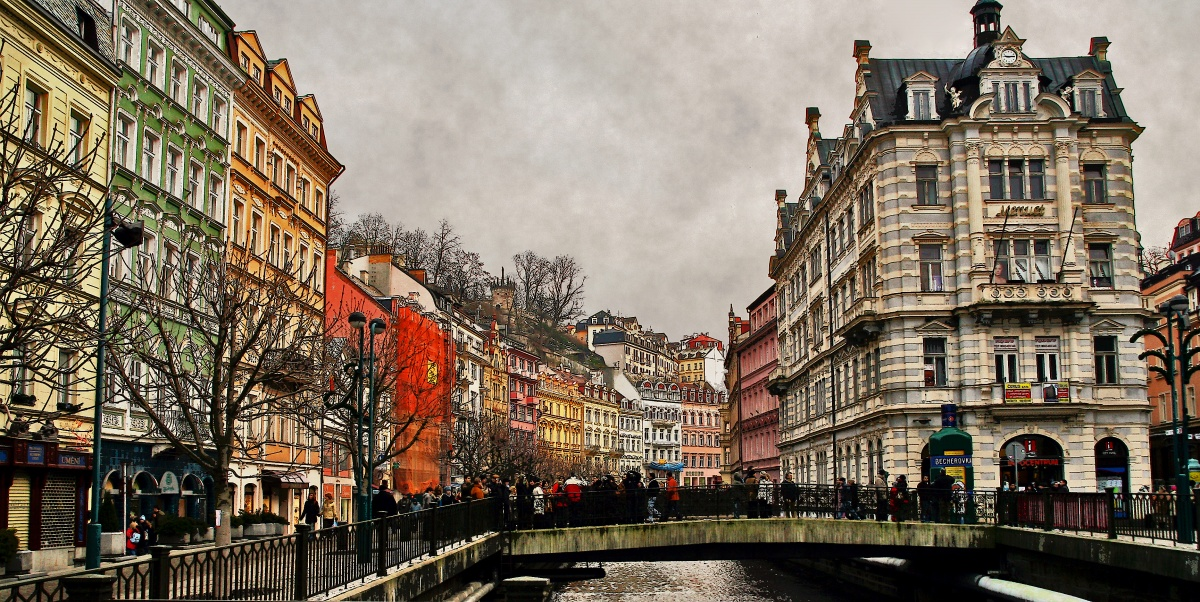
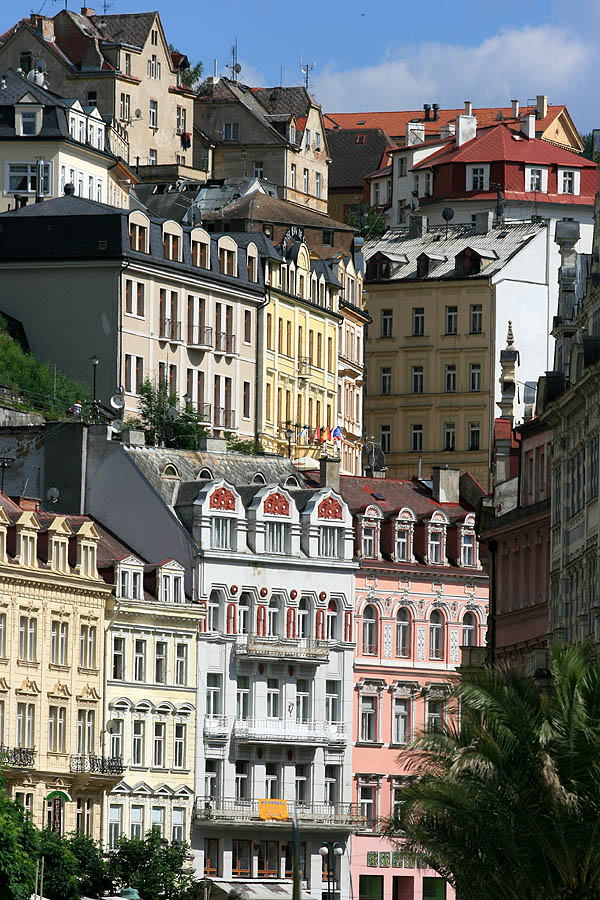
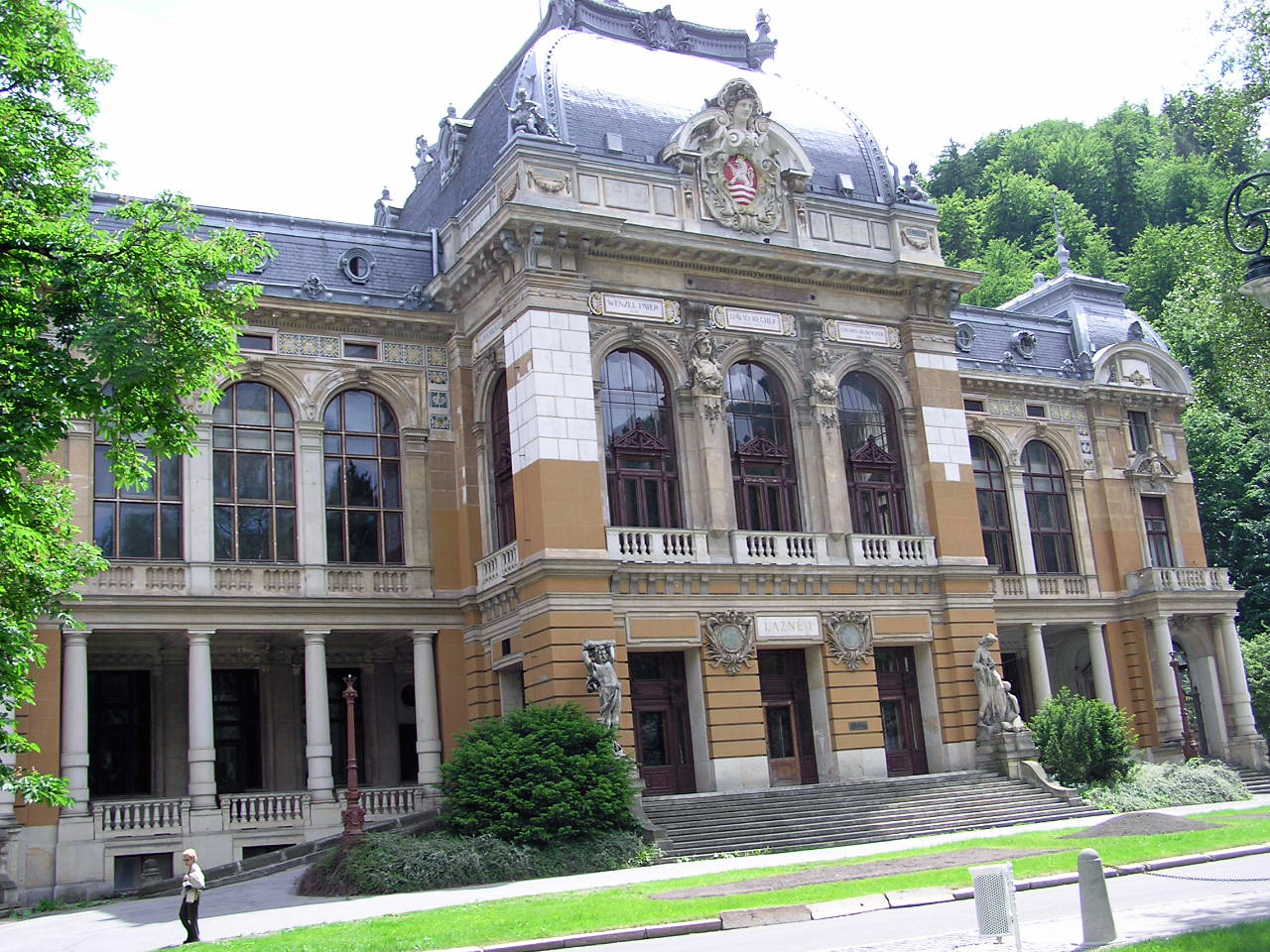
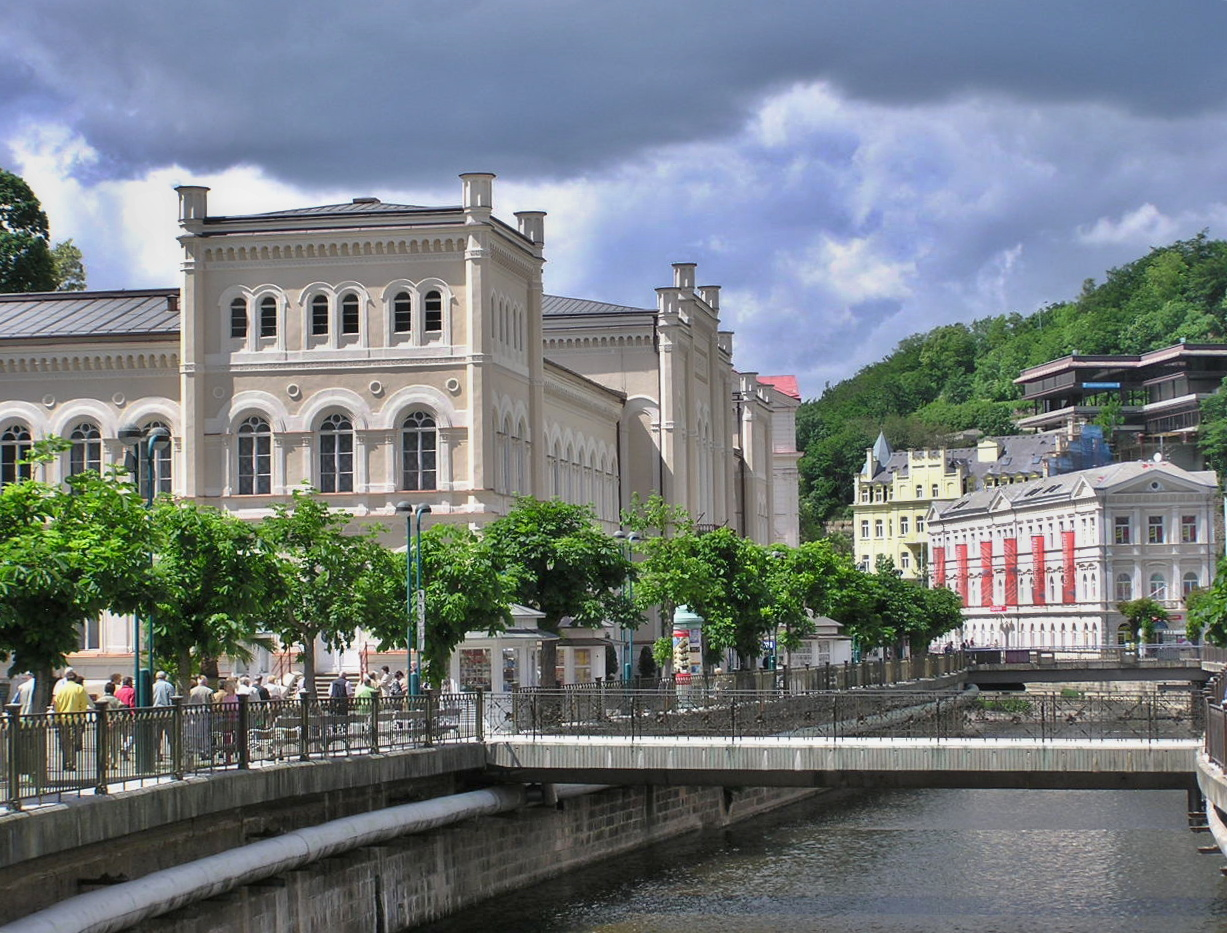
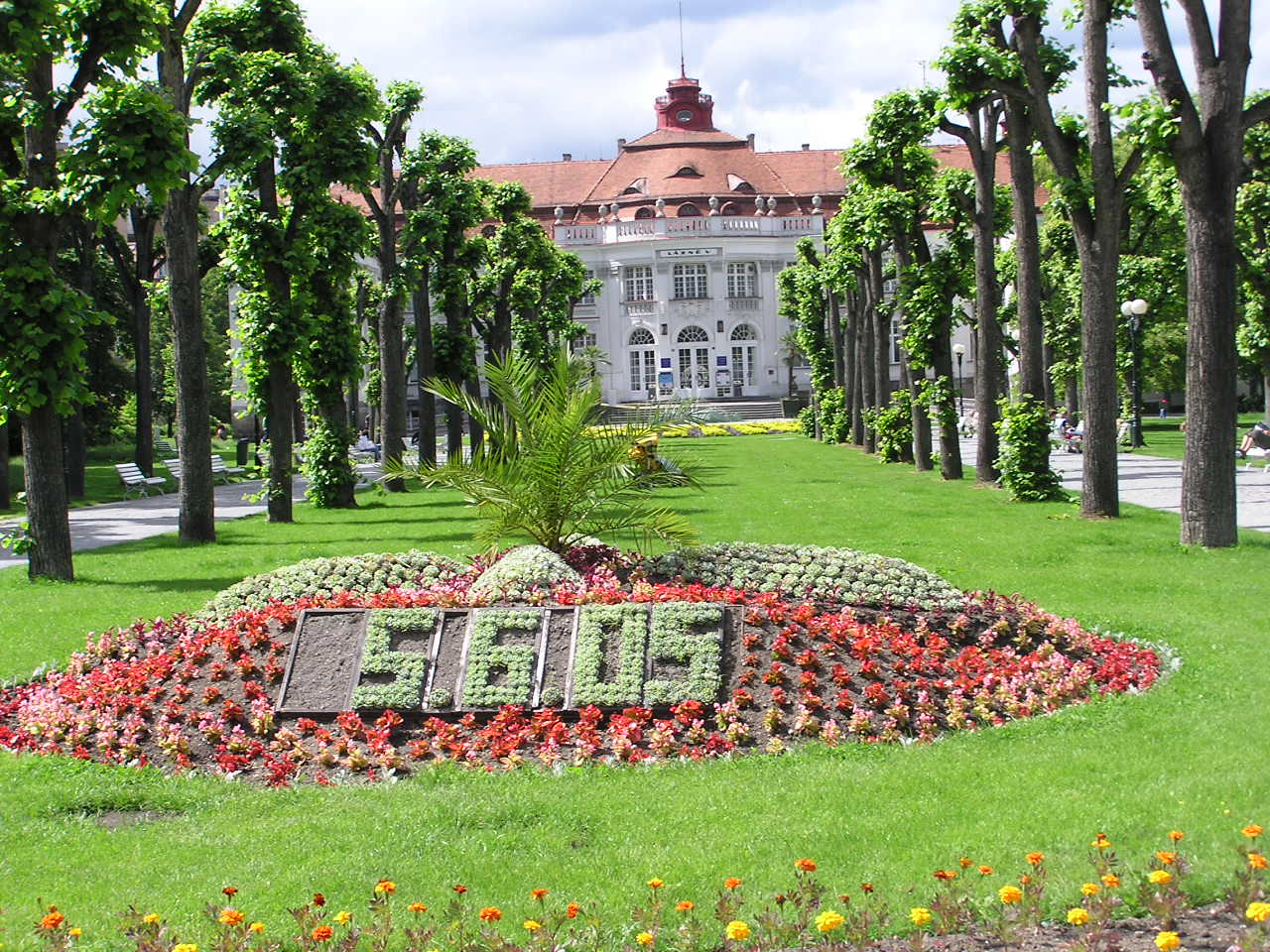
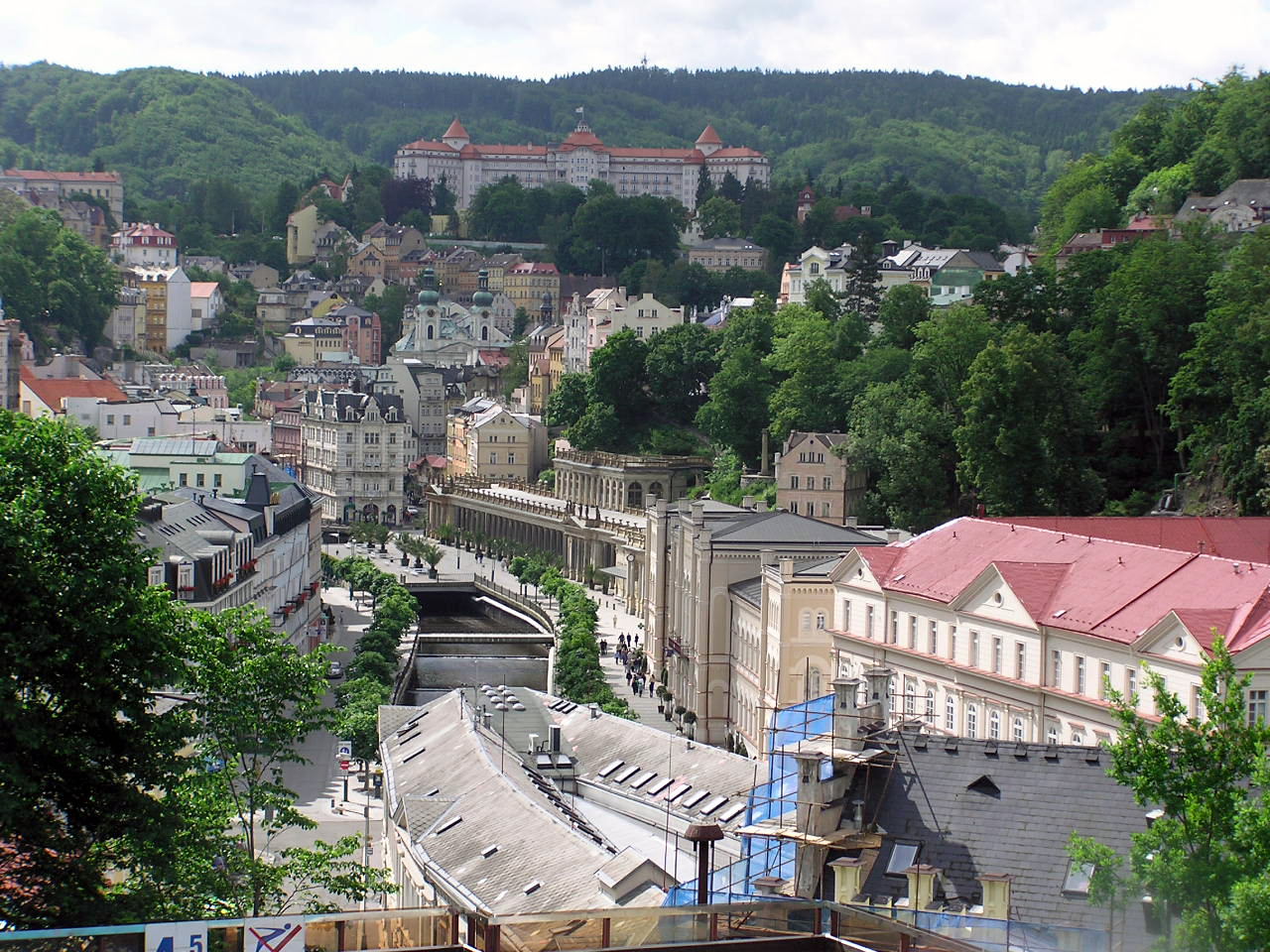
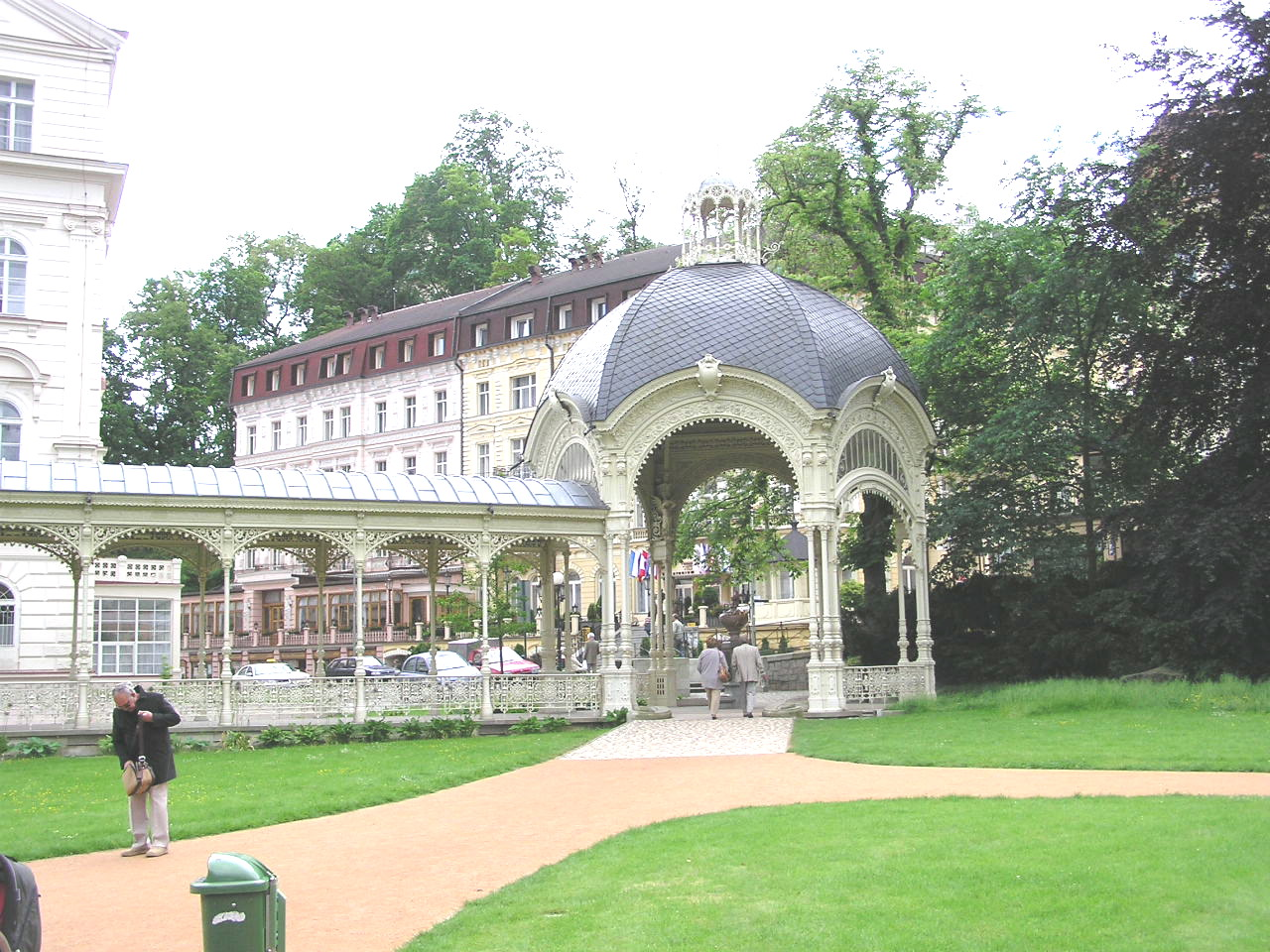
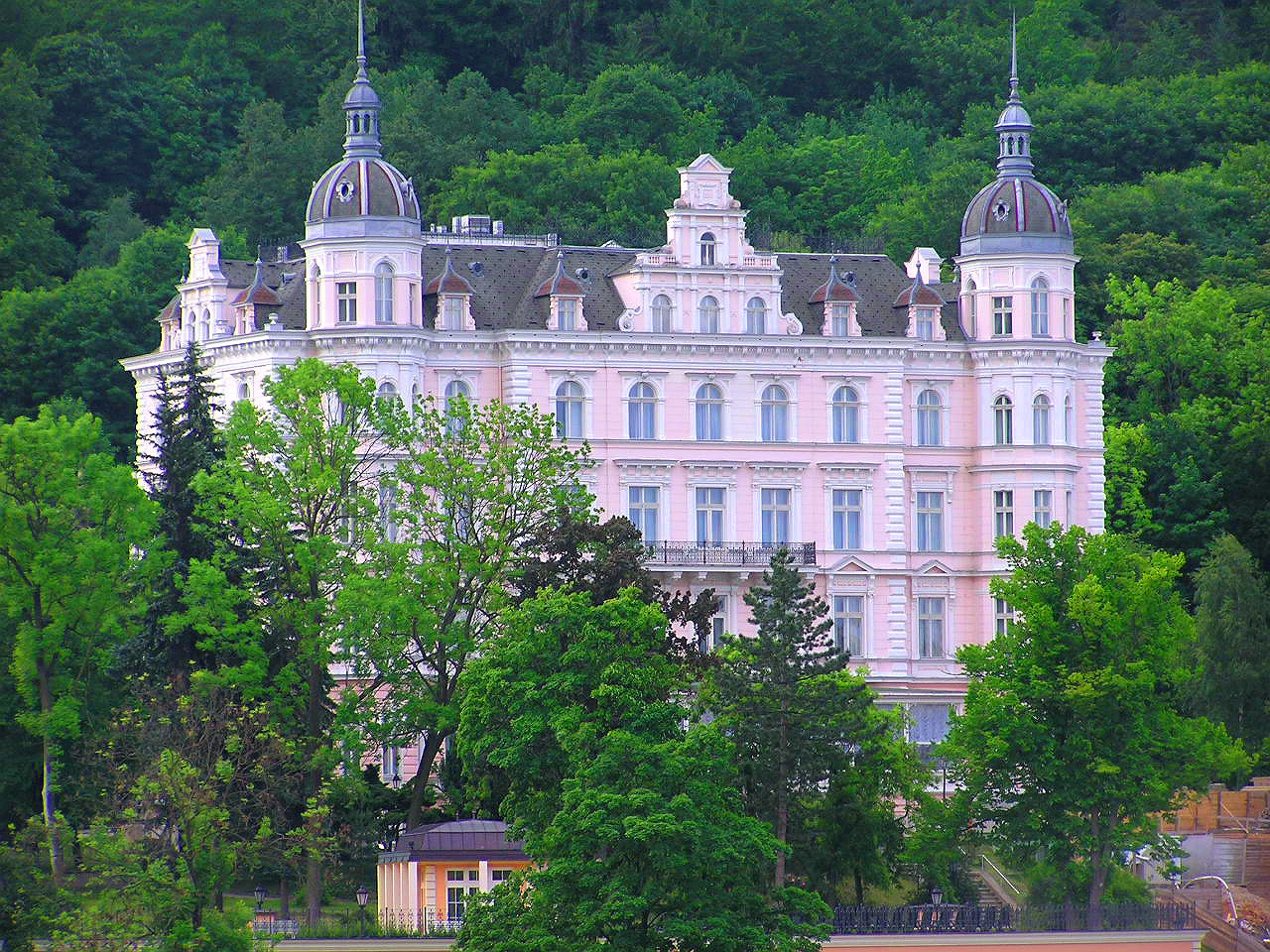
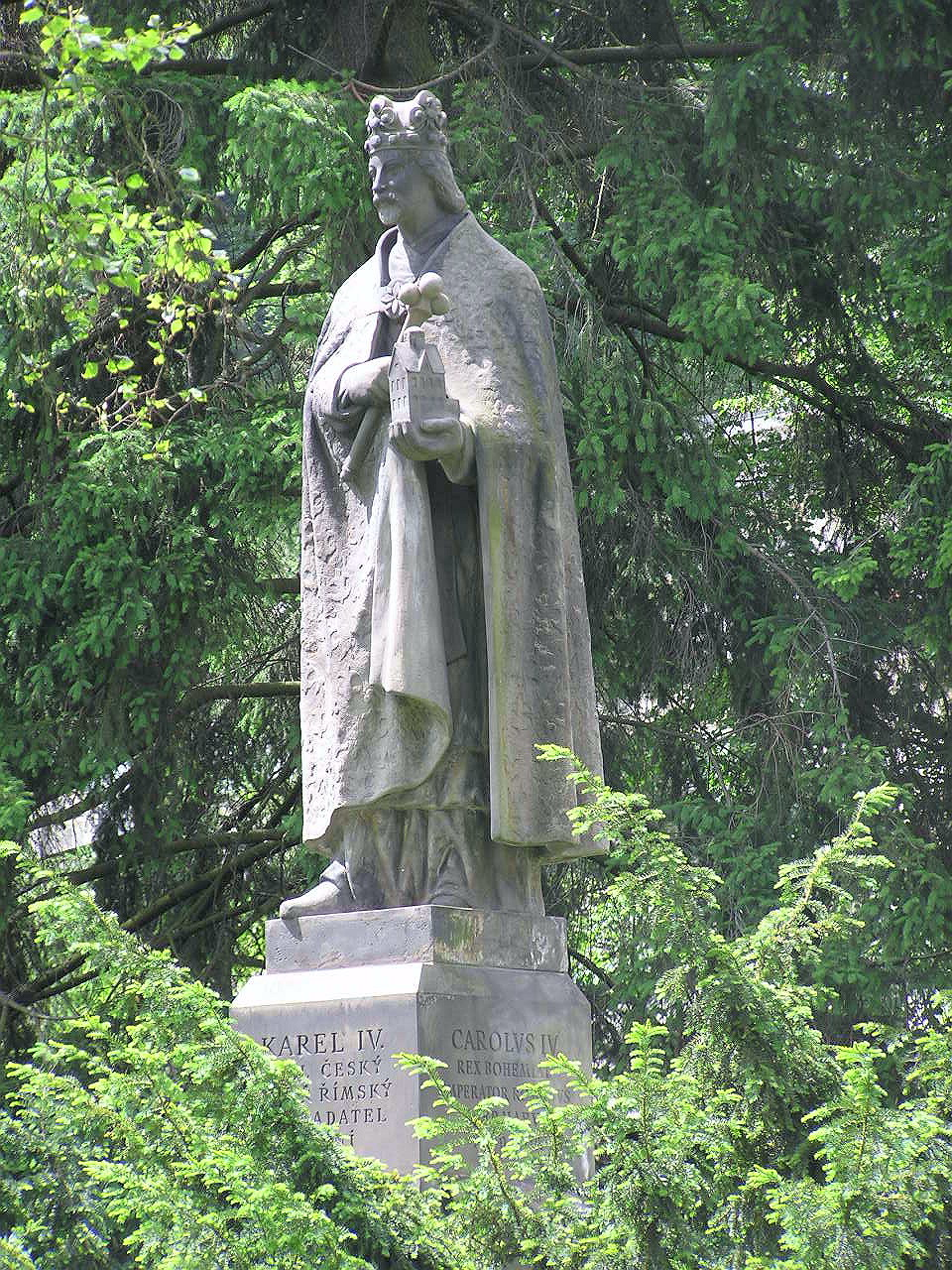
Король Чеського королівства - Карл IV
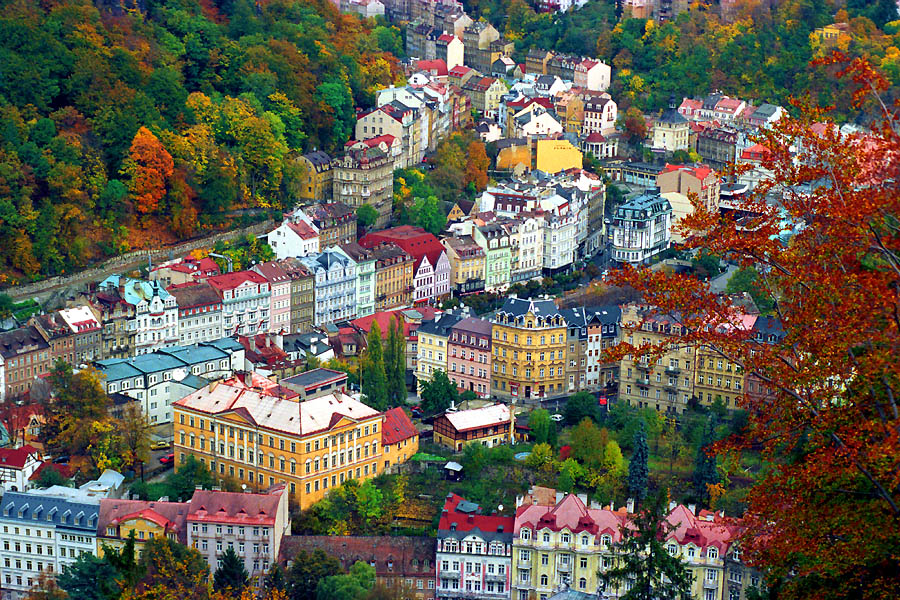
Вид на Карлові Вари
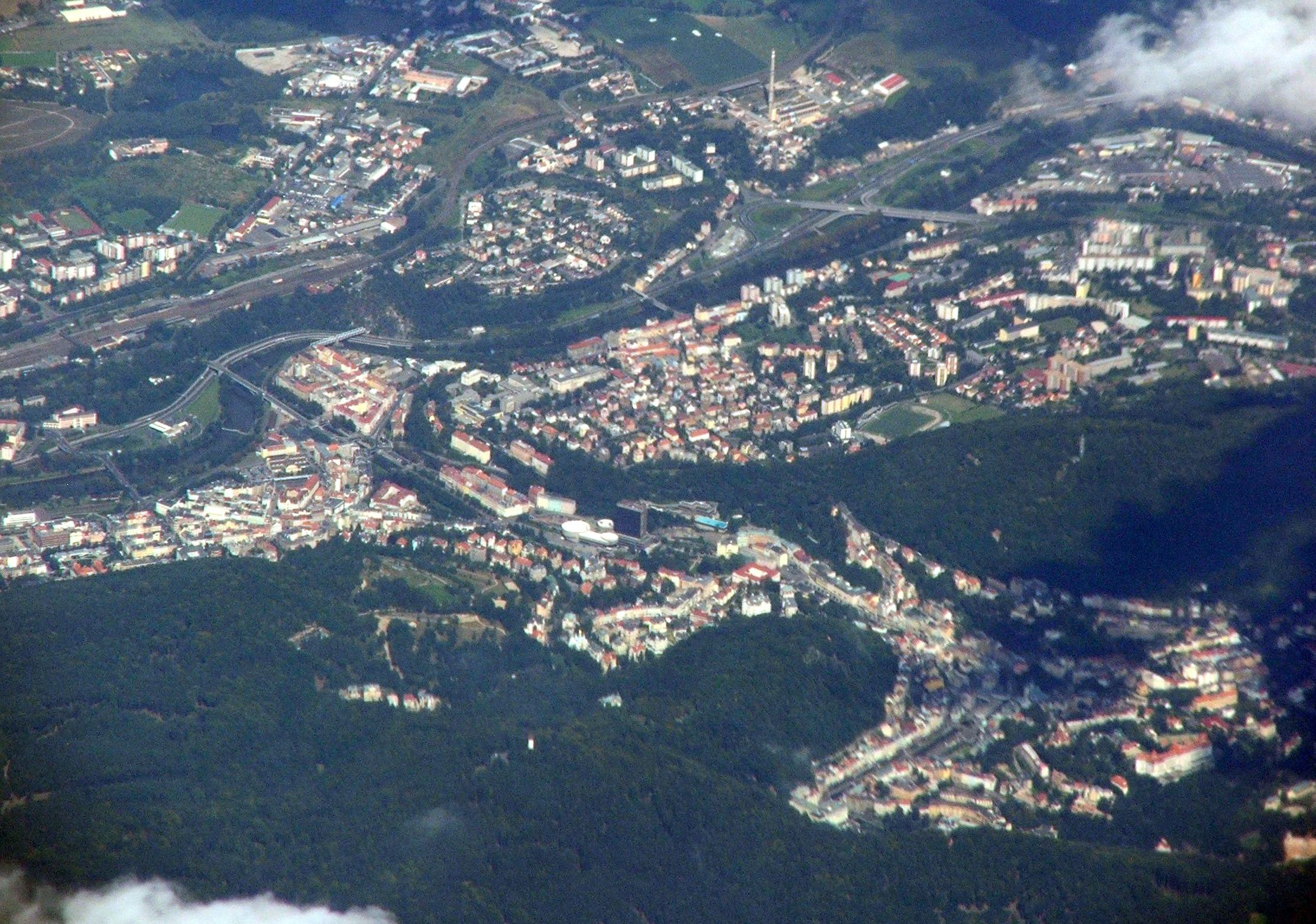
Карлові Вари з висоти
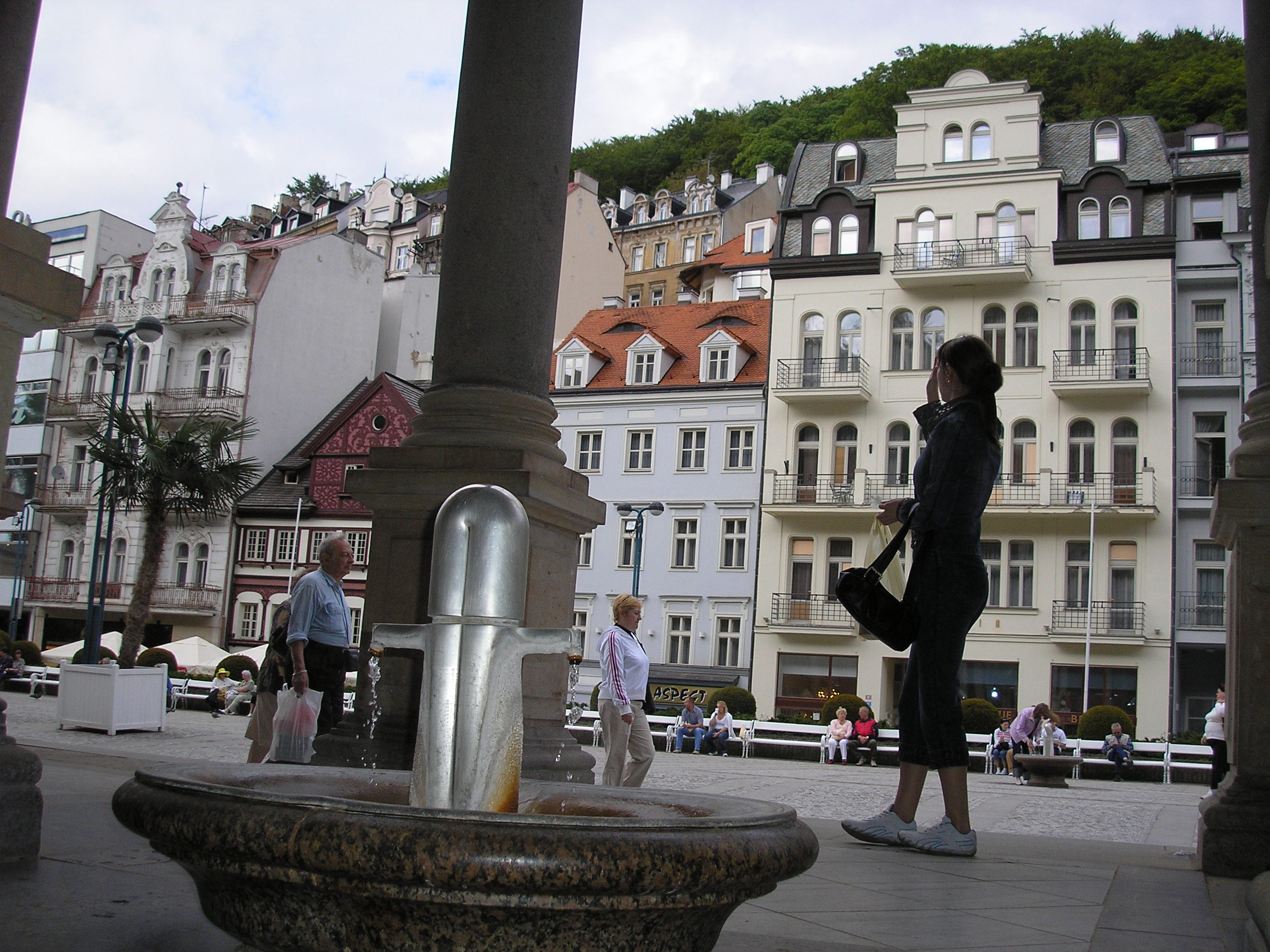
Одна з центральних вулиць Карлових Вар
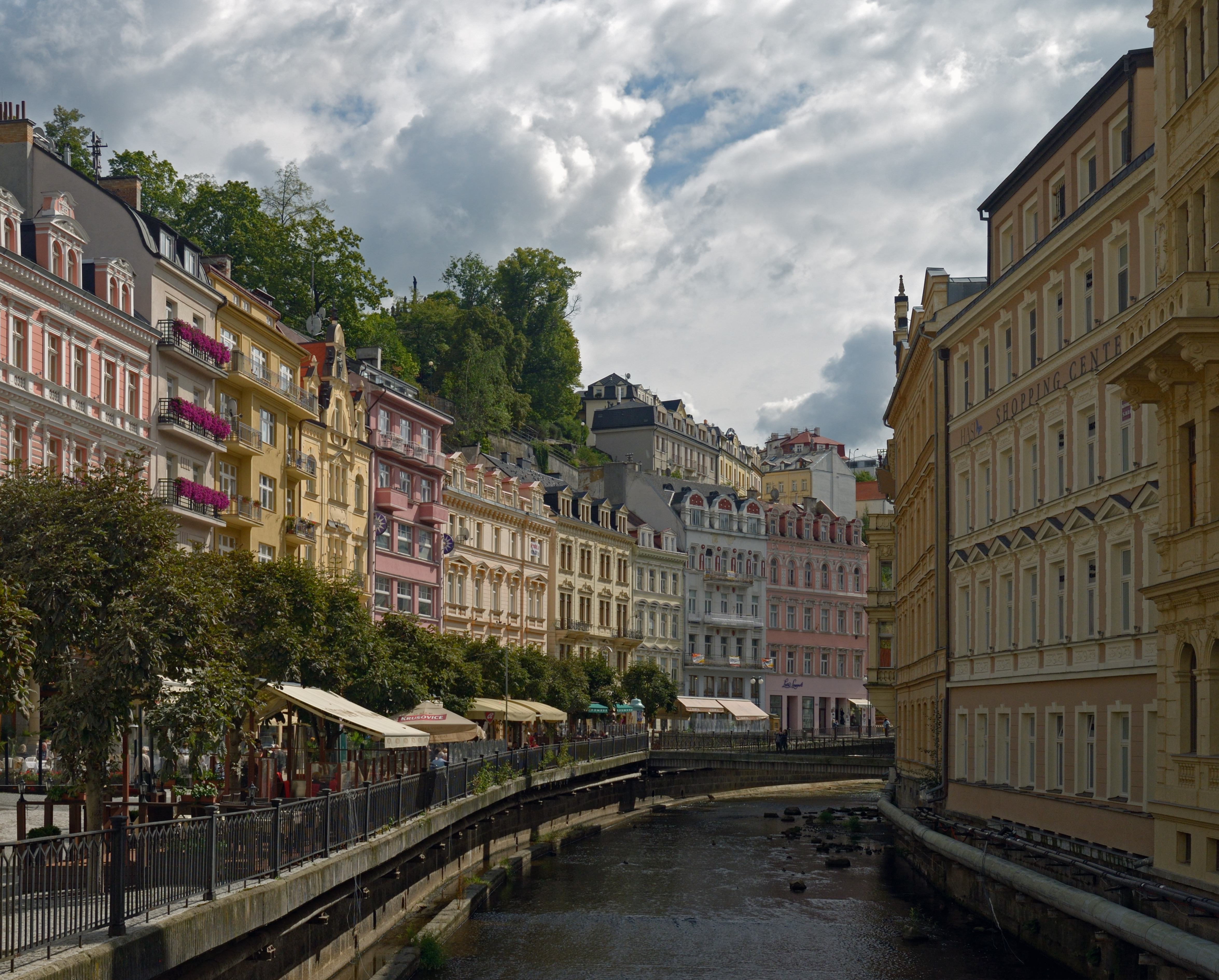
Річка Тепла
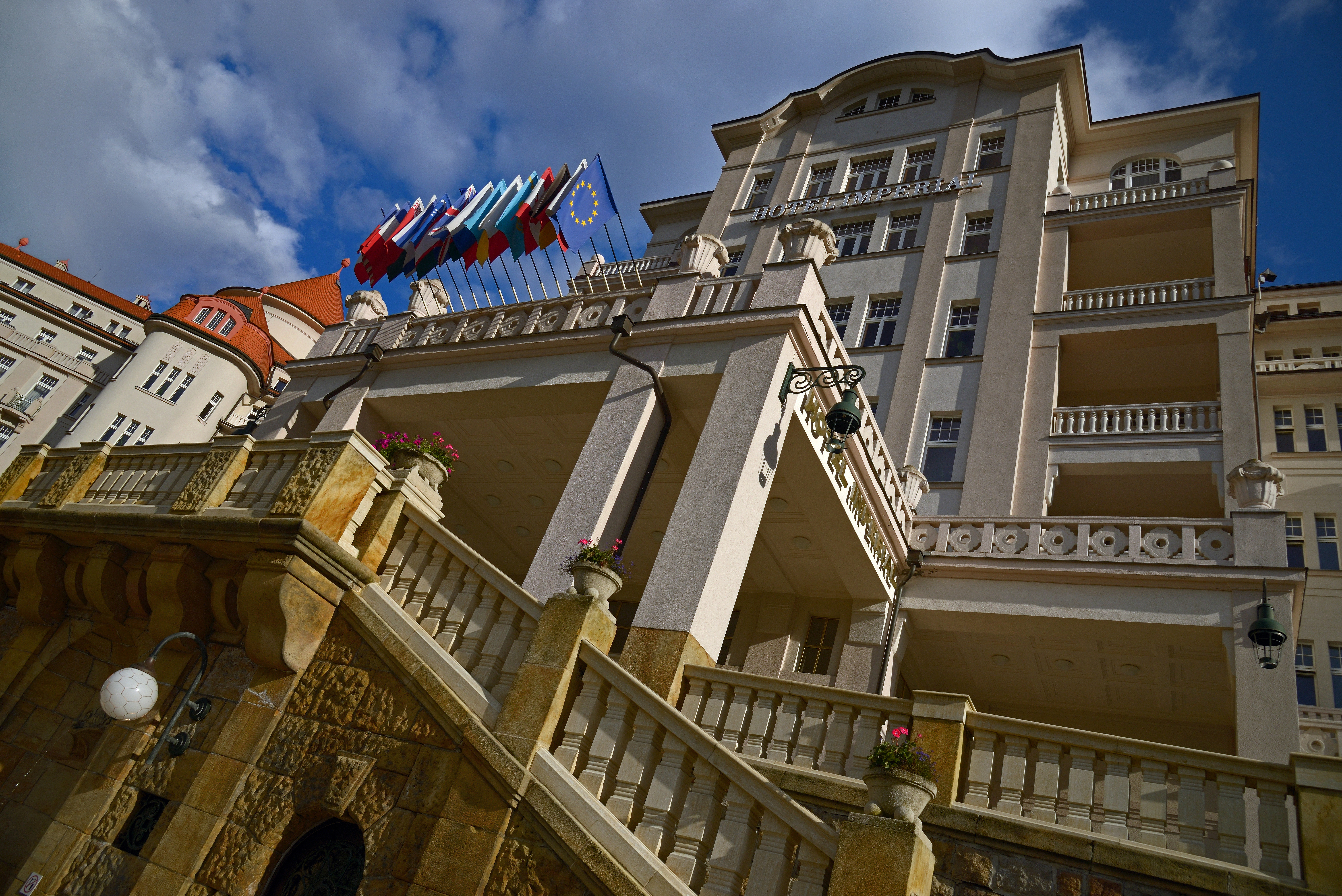
Готель "Імперіал"
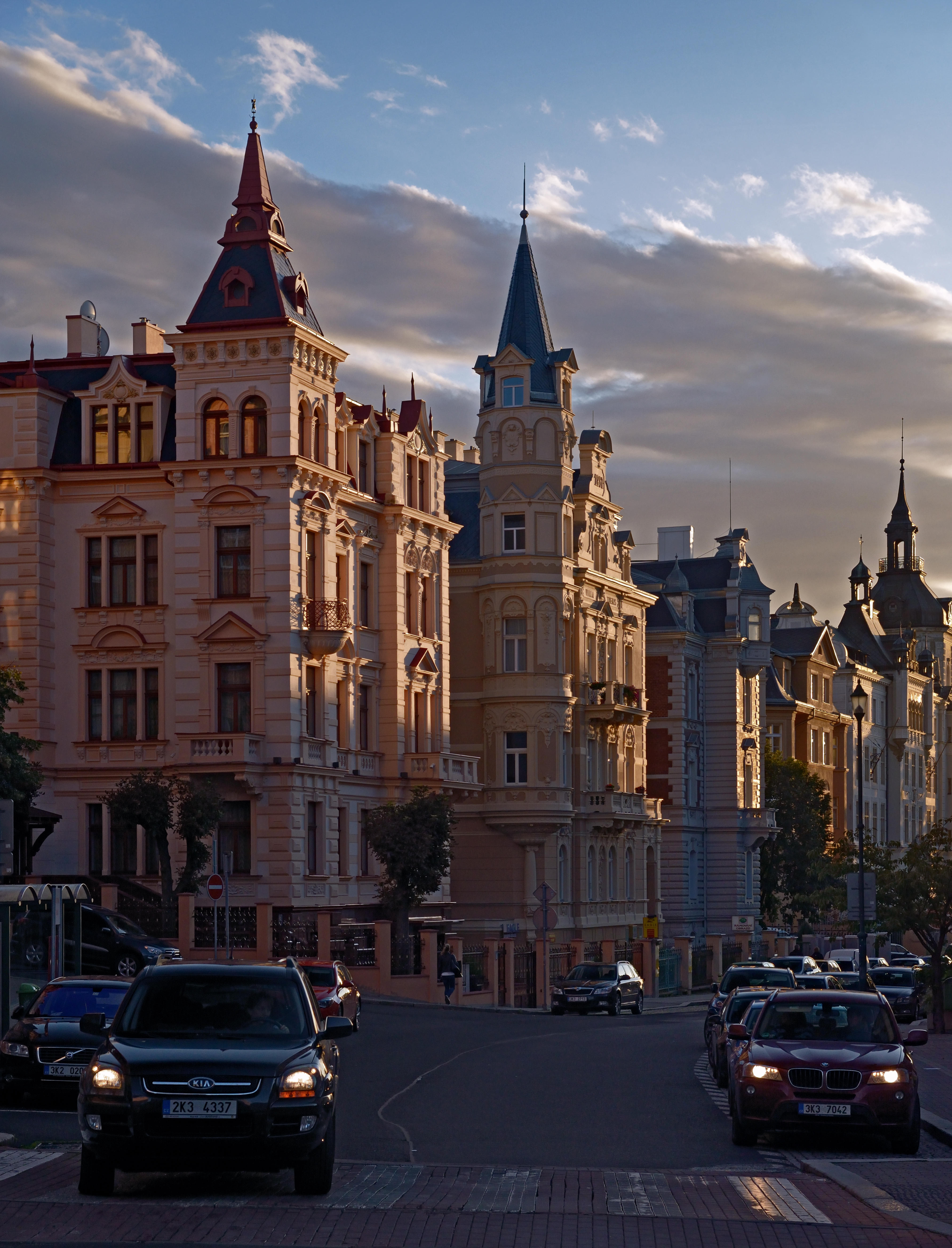
На розі Москевської та Свахової
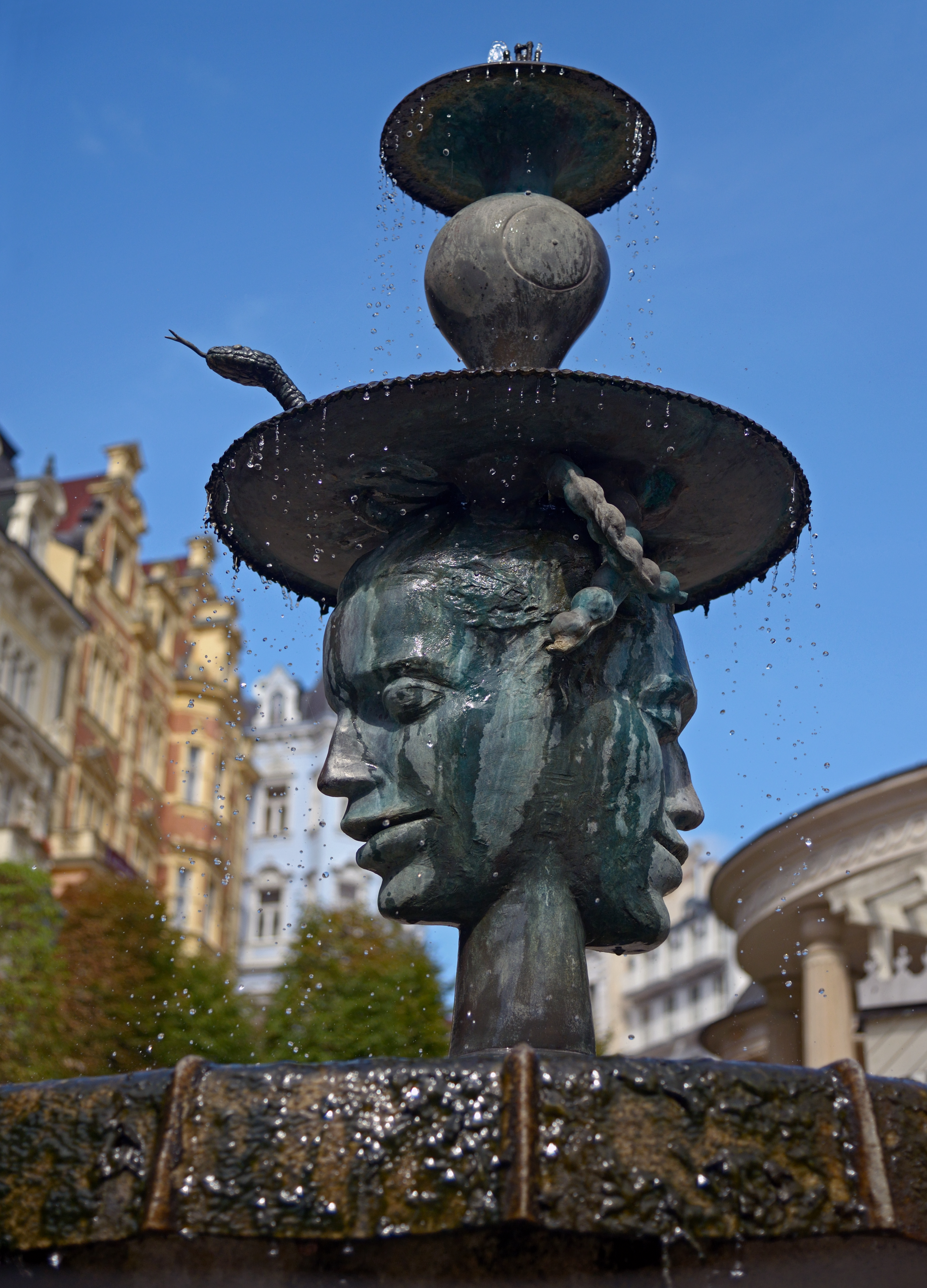
Водограй біля Маркет Колонади

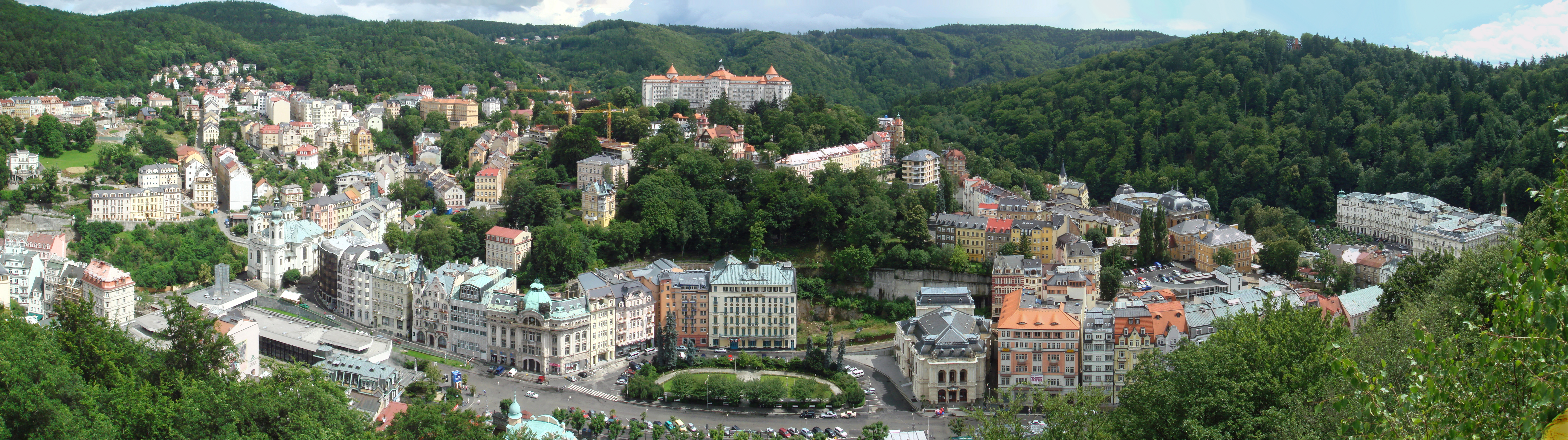
Панорамний вид Карлових Вар